# Billy Henderson (Sänger)
Billy Henderson (* 9. August 1939 in Daytona Beach; † 2. Februar 2007 ebenda) war ein US-amerikanischer Soulsänger und Songwriter.

## Lebenslauf
Geboren als William Henderson hatte er seine größten Erfolge als Mitglied der Soulband The Spinners. Einer ihrer Hits war „I’ll Be Around“ 1972 in Amerika unter den Top 10. Er gründete die Band zusammen mit vier High-School-Freunden im Jahre 1954. Für sechs Grammy Awards nominiert, waren The Spinners die zweite schwarze Soulgruppe die einen Stern auf dem „Hollywood Walk of Fame“ erhalten haben. In jüngerer Zeit wollte Billy Henderson mit drei anderen Originalmitgliedern wieder auftreten, aber nachdem er den Manager der Gruppe verklagt hatte, wurde er gezwungen die Band zu verlassen. Henderson verstarb in einer Pflegeeinrichtung in Daytona Beach, nachdem es zu Komplikationen bei seiner Diabeteserkrankung kam. Er war verheiratet mit Barbara Henderson und hinterließ drei Kinder.

## Größte Hits
- Sadie
- Baby I Need Your Love
- One of  a Kind
- Ghetto Child
- Mighty Love
- Games People Play
- Then Came You (mit Dionne Warwick)